# Эрикназ
Эрикназ (азерб. Heriknaz) — село в Кедабекском районе на западе Азербайджана. Входит в состав Поладлинского сельского муниципалитета.
По состоянию на 2009 года население составляло 311 человек.
Населения в основном занято в сельском хозяйстве и животноводстве.

## Известные уроженцы
- Кулиев, Мехти Надир оглы (1923—1976) — Герой Советского Союза.